# ヴィラ・メディチ
ヴィラ・メディチ（Villa Medici）は、ヴィラを中心とした複合建築物で、その庭園はボルゲーゼ公園と隣接し、ローマのトリニタ・デイ・モンティ教会の隣のピンチョの丘にある。フェルディナンド1世・デ・メディチが建設したもので、現在はフランスの国有資産となっていて、在ローマ・フランス・アカデミーが1803年から使用している。その庭園の噴水は、オットリーノ・レスピーギが『ローマの噴水』という管弦楽曲の題材にした。

## 歴史
古代においては、ヴィラ・メディチが現在建っている場所はルクルスの庭園の一部であり、その後ローマ皇帝の領地となり、メッサリナもここにあったヴィッラで殺害された。
1564年、モンテプルチャーノのジョヴァンニ・リッチ枢機卿の甥がこの土地を購入したとき、ここは長い間ブドウ畑になっていた。唯一の建物はブドウ園をここで営んでいたマルチェロ・クレッセンツィ枢機卿の休憩所だけで、フィレンツェのナンニ・リッピがこれをヴィラに拡張しようとしていたが、実行に移す前に亡くなった。新たな所有者はアンニバーレ・リッピ（先述のリッピの息子）にヴィラの建設を受け継がせた。このときミケランジェロが仲介したという言い伝えもある。

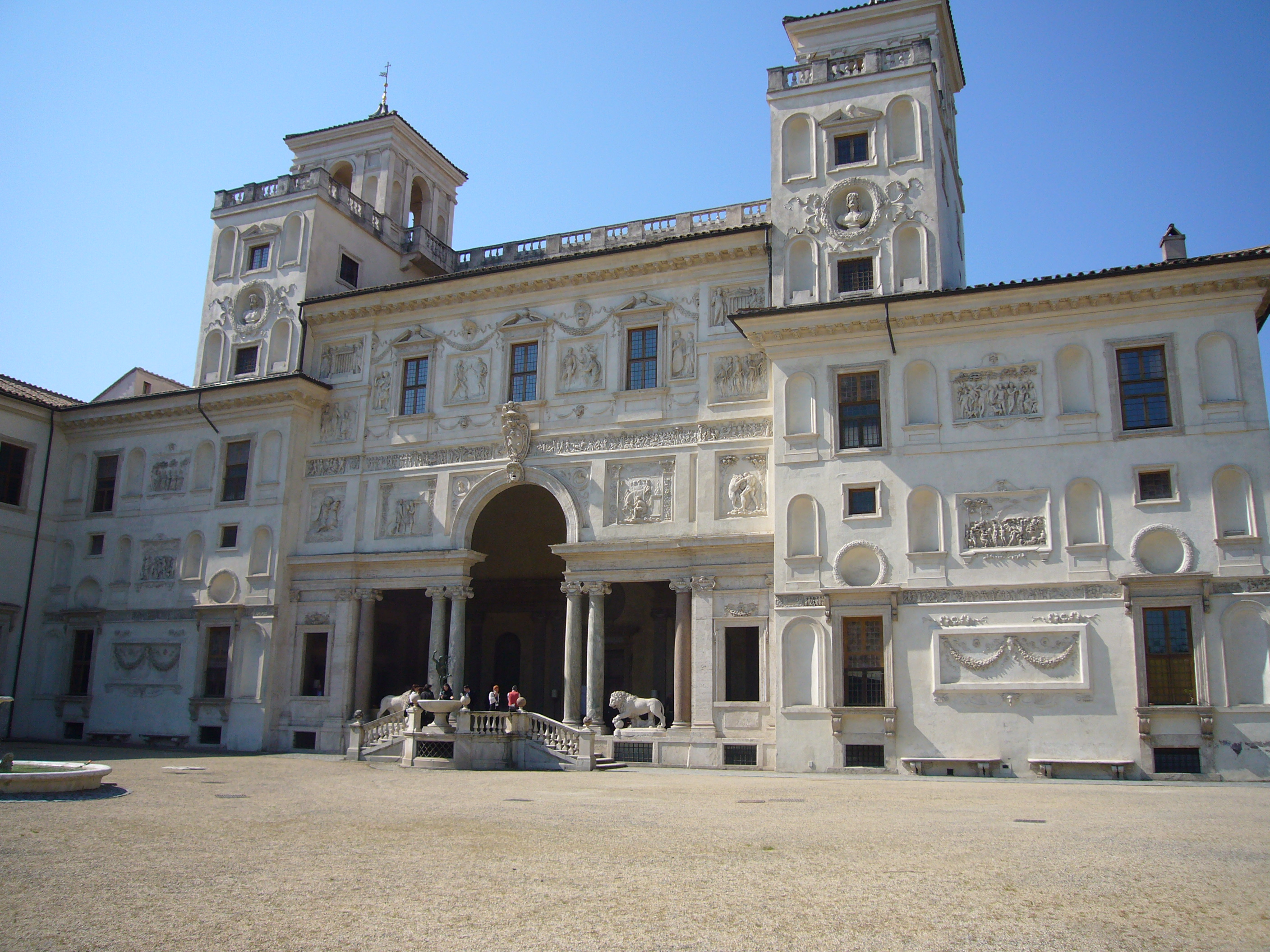
庭園側のファサード

1576年、この不動産を枢機卿フェルディナンド1世・デ・メディチが取得し、建築物の仕上げをバルトロメオ・アンマナーティに設計させた。ヴィラ・メディチはローマにおけるメディチ家の第一の資産となった。これには、メディチ家の権勢をイタリア中に示し、ローマでの永久的な存在感を示す意味があった。枢機卿の意向の下でアンマナーティは建物の外観を古代ローマ風の薄浮き彫りや彫像で飾り立て、ヴィラ・メディチは事実上屋外美術館のようになった。その一連の雄大な庭園は枢機卿の父コジモ1世がピサやフィレンツェに造営した植物園を思い起こさせるもので、松、糸杉、オークなどが植えられていた。フェルディナンド1世はこの庭園の北東にアウレリアヌス城壁の外を眺望できる書斎を持っていた。この書斎は今ではボルゲーゼ公園に面しているが、当時はローマ近郊の田園風景が広がっていたと思われる。1985年、修復家 Geraldine Albers が2つの部屋を修復した。漆喰の下で保存された状態で Jacopo Zucchi が1576年と1577年に描いたフレスコ画が見つかっている。
ここには婚姻によって2つのコレクション（Capranica と della Valle）が集まり、他も合わせて約170体の古代ローマの彫像などが集まった。中でもローマでも最も有名な3つの作品があり、1583年に発見されフェルディナンド枢機卿がすぐに購入した Niobe Group と Wrestlers、もう1つは Arrotino である。1587年に兄が亡くなってフェルディナンド1世がトスカーナ大公に即位すると、彼はコレクションはローマに置いたまま Niobe Group の石膏模型だけをトスカーナに持っていった。フェルディナンドは、この世界最高のコレクションをローマに置いておくことで、その資産価値以上にメディチ家の名声を高めることを知っていた。「メディチ家の壷 (en)」と呼ばれる作品がコレクションに入り、さらに1630年代には「メディチ家のヴィーナス (en)」が続いた。コレクションは18世紀にフィレンツェに移されるまで、ヴィラ・メディチに置かれ続けた。フィレンツェに移されたコレクションはウフィツィ美術館の古代部門コレクションの中核となり、フィレンツェはヨーロッパにおけるグランドツアーの目的地となることをあてにし始めた。
隣接するヴィラ・ボルゲーゼ（現在のボルゲーゼ公園）と同様、このヴィラの庭園はローマの中心部にあるパラッツォ・ファルネーゼのような公式な宮殿よりもずっと自由に出入り可能だった。1世紀半の間、ヴィラ・メディチはローマで最も洗練された大衆的な場所であり、バチカンに対する大公国の大使館として機能した。メディチ家が1737年に絶えると、このヴィラはロレーヌ家のものとなり、さらにナポレオンのころにエトルリア王国のものとなった。結果的にヴィラ・メディチはナポレオン・ボナパルトの所有となり、彼はそれを在ローマ・フランス・アカデミーに移管した。それ以来、ローマ賞受賞者がここに住み、ドミニク・アングルやバルテュスといった著名な画家の手ほどきを受けた。
1656年、スウェーデン女王クリスティーナはサンタンジェロ城の上に設置された大砲を特にどこを狙うでもなく点火したことがある。砲弾はヴィラ・メディチに当たり、ファサードの装飾の一部を破壊した。

## 在ローマ・フランス・アカデミー

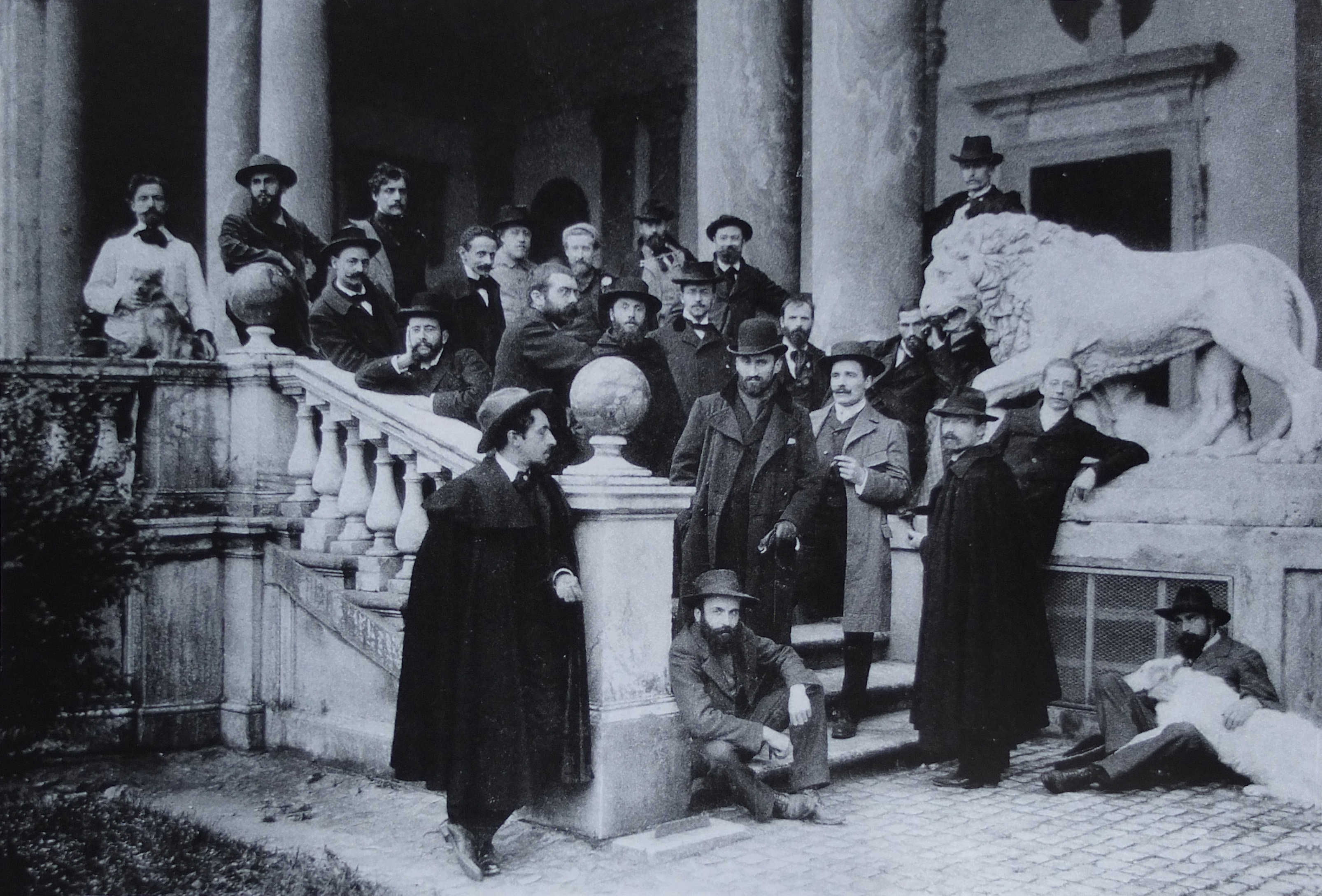
1901年のヴィラ・メディチでの芸術家たちの集合写真

1803年、ナポレオン・ボナパルトはフランス革命で存亡の危機に立たされた研究機関を守るため、在ローマ・フランス・アカデミーをヴィラ・メディチに移した。当時ヴィラとその庭園はひどい状態で、ローマ賞受賞者を迎え入れる前に修復が必要だった。こうして彼は古代とルネサンス期の名作を見て模写する機会をフランスの若い芸術家に与えることを望んだ。
ローマ賞受賞者の留学は第一次世界大戦の間中断され、1941年にはベニート・ムッソリーニがこのヴィラを没収したため、1945年まで在ローマ・フランス・アカデミー自体が活動停止した。パリの芸術アカデミーとフランス学士院はフランス国と文化省から与えられたヴィラ・メディチの後見という立場を失った。
その後、ヴィラ・メディチへの留学生には伝統的な分野（絵画、彫刻、建築、金属彫版、宝石細工、作曲）だけでなく、以前は無視されていた芸術関連分野（美術史、考古学、文学、演劇、写真、映画、ビデオ、美術品修復、照明、料理）も選ばれるようになった。留学生はローマ賞のような選考がなくなり、その滞在期間は6カ月から18カ月と様々になった。
ヴィラの建物と庭園は再度修復され、近代化が施された。中でも庭園に向かうファサードの修復は壮大なものとなっている。この修復作業は今も続けられているが、ヴィラ・メディチでは留学生の作品の展示やショーを再開している。

## 建築上の影響
このヴィラに影響を受けた建築物がいくつかある。建築家 Edward Lippincott Tilton が1893年に設計した Hotel Colorado（コロラド州グレンウッドスプリングス）、資産家 James H. Dooley が1912年に建設した住宅 Swannanoa（バージニア州ロックフィッシュ・ギャップ）などがある。